# Pterolophia lineatipennis
Pterolophia lineatipennis là một loài bọ cánh cứng trong họ Cerambycidae.